# MNM (worstelteam)
MNM (Mercury, Nitro en Melina) was een stable professioneel worstelaars in World Wrestling Entertainment dat bestond uit Joey Mercury, Johnny Nitro en hun manager Melina.

## In worstelen
- Aanval en kenmerkende bewegingen
  - Snapshot (Flapjack DDT)
  - Double baseball slide
  - Simultaneous leg drops to the throat and leg

## Kampioenschappen en prestaties
- Ohio Valley Wrestling
  - OVW Southern Tag Team Championship (1 keer)

- Pro Wrestling Illustrated
  - PWI Tag Team of the Year (2005)

- World Wrestling Entertainment
  - WWE Tag Team Championship (3 keer)